# Rabies (альбом)
Rabies (с англ. — «Бешенство») — пятый студийный альбом канадской электро-индастриал-группы Skinny Puppy, выпущенный 21 ноября 1989 года лейблом Nettwerk. В записи альбома принял участие фронтмен индастриал-метал-группы Ministry Эл Йоргенсен (подписан как Алиен Йоргенсен), который сыграл на электрогитаре и исполнил вокальные партии в нескольких песнях, что вызвало неоднозначный приём у поклонников группы.
В поддержку альбома было выпущено два сингла: «Tin Omen» и «Worlock», последний из которых стал одной из самых узнаваемых песен группы. «Hexonxonx» несколько раз транслировался на альтернативном радио.
Несмотря на неоднозначные отзывы критиков, некоторые из которых проводили параллели между альбомом и стилем Ministry (как в положительном, так и в отрицательном ключе), Rabies имел коммерческий успех: было продано 150 000 копий и широко транслировался на студенческом радио. Был запланирован совместные гастроли с Ministry, KMFDM и My Life with the Thrill Kill Kult под названием The Mutants of Rock Tour, но в итоге он был отменён, когда Skinny Puppy отказались от участия в проекте.

## Предыстория и запись
Большинство предыдущих альбомов группы были спродюсированы и сведены «четвёртым участником» группы Дэйвом «Рейвом» Огилви. Для записи Rabies вокалист и автор песен Нивек Огр пригласил своего друга и фронтмена индастриал-метал-группы Ministry Эла Йоргенсена. Огр познакомился с Йоргенсеном во время записи песни «Show Me Your Spine» индастриал-группы PTP (сайд-проект Wax Trax! Records) в 1987 году — её можно услышать в фильме 1987 года «Робокоп». Позже Огр гастролировал с Ministry (Огра можно увидеть и услышать на видео и компакт-диске In Case You Didn’t Feel like Showing Up) и также участвовал в качестве вокалиста в сайд-проекте Йоргенсена Revolting Cocks. Два других участника Skinny Puppy, Кевин Ки и Дуэйн Готтел, не одобрили приход Йоргенсена, что привело к «ледяной холодности» между участниками группы. Через пару лет после выхода Rabies Ки рассказал Alternative Press, что, по его мнению, Йоргенсен «помогал в создании альбома, чтобы попытаться разрушить группу Skinny Puppy».

## Композиция и стиль
Группа учитывала, какой музыкой мог бы заинтересоваться Йоргенсен, и поэтому написала тяжёлый гитарный материал, такой как «Tin Omen» — песня, в которой упоминаются протесты на площади Тяньаньмэнь в 1989 году. Песня также отсылает к резне в Ми Лае в 1968 году и расстрелам в штате Кент в 1970 году. «Fascist Jock Itch», также написанная с учётом интересов Йоргенсена, была вдохновлена инцидентом между Огром и несколькими скинхедами. Огр утверждает, что к нему подошли скинхеды, которые затем стали расспрашивать его о «лояльности по отношению к коммунизму» (намекая на маленькую красную звёздочку на его штанах). Почувствовав угрозу, Огр оттолкнул одного из них, и завязалась короткая драка.
Другие песни альбома, такие как «Worlock» и «Choralone», были названы более «чистыми» по сравнению с предыдущим материалом Skinny Puppy. Песня «Hexonxonx», в которой критикуется использование нефти (написанная после разлива нефти на танкере «Эксон Валдиз» в 1989 году), была описана как образцовая смесь «извращённого юмора и экспериментов в стиле Throbbing Gristle», в то время как другие композиции альбома были отмечены за новаторское использование семплирования.
Песня «Worlock» исполнялась на каждом концерте после её создания. Для создания эффекта вокодера во время припева использовался синтезатор Roland Harmonizer. Отрывки из песни «Helter Skelter» группы The Beatles смешаны с отрывком, в котором Чарльз Мэнсон поёт эту песню; отрывок взят из документального фильма 1973 года «Мэнсон».

## Выпуск и переиздание
Оригинальный CD-релиз на Nettwerk (и лицензионная версия на Capitol Records) был ошибочно обработан с использованием шумоподавления Dolby B, что привело к приглушённому звуку. В 1993 году альбом был подвергнут цифровому ремастированию и переиздан на Nettwerk.

## Продвижение альбома
Для Rabies был снят только один рекламный ролик. Видеоклип на «Worlock» представляло собой в первую очередь ритмично смонтированную последовательность отрывков из фильмов ужасов с фрагментами из более раннего видео группы «Stairs and Flowers» (из альбома Mind: The Perpetual Intercourse). Видео, которое начинается с надписи «Только для взрослых», должно было стать критикой концепции цензуры в Америке. Многие из показанных в видео отрывков из фильмов были взяты из работ неоднозначного итальянского режиссёра Дарио Ардженто, чьи работы, как известно, подвергались жёсткой цензуре со стороны американских дистрибьюторов, чтобы получить рейтинг «R» от MPAA. Для видео на «Worlock» Skinny Puppy включили кадры, вырезанные из американских версий таких фильмов Ардженто, как «Кроваво-красное», «Суспирия», «Дрожь», «Феномен» и «Ужас в опере». Среди других фильмов, вошедших в клип, — «Седьмые врата ада», «Восставший из ада 2», «Инопланетное рагу», «Похоронены, но не мертвы», «Лютер-пожиратель», «Генри: портрет серийного убийцы», «Извне», «Буйство смерти», «Голова-ластик» и «Другие ипостаси».
Из-за сцен насилия в клипах фильмов ужасов, использованных в видео, а также из-за нарушений авторских прав «Worlock» впоследствии был запрещён MTV и не транслировался по телевидению. Однако в последние годы это видео стало широко распространяться среди фанатов в интернете. «Дополнительные» видео для «Tin Omen» и «Choralone» были сняты для гастролей в поддержку Too Dark Park в 1990 году и также распространялись в интернете.
Был выпущен ограниченный тираж рекламных механических карандашей, которые вместе с альбомом были отправлены на радиостанции колледжей (и, возможно, других радиостанций). Карандаши в форме шприца были белыми с чёрной надписью «SKINNY [PUPPY]» и белой надписью на чёрном фоне «RABIES». Их длина составляла примерно 10 см.
Гастроли The Mutants of Rock, в который должны были войти Skinny Puppy, Ministry, KMFDM и My Life with the Thrill Kill Kult, должен был начаться 27 декабря 1989 года. Однако, по словам Ки, гастроли были отменены, когда Skinny Puppy коллективно решили отказаться от участия в нём, сославшись на опасения по поводу неопределённого положения группы в то время. Ки предложил несколько возможных концертов на лето 1990 года, но выразил сомнение в том, что гастроли в поддержку Rabies когда-либо состоится. Этот период ознаменовал начало разногласий внутри группы, поскольку вместо того, чтобы гастролировать в поддержку Rabies, Огр присоединился к Ministry во время их гастролей в поддержку альбома The Mind Is a Terrible Thing to Taste (1989 г.); во время тура Огр играл на гитаре, клавишных и пел. Огр также начал работать с сайд-проектом Ministry — Revolting Cocks. Позже Ки сказал, что из-за участия Огра в Ministry, а затем и в Pigface Мартина Аткинса, он иногда чувствовал себя «как жена, которой изменили».

## Отзывы критиков
| Оценки критиков | Оценки критиков |
| Источник        | Оценка          |
| --------------- | --------------- |
| AllMusic        | [ 18 ]          |
| Sputnikmusic    | [ 30 ]          |
| Tampa Bay Times | [ 31 ]          |

После выхода альбома отзывы критиков и фанатов были неоднозначными. В Alternative Press сказали, что Rabies был скорее гибридом Skinny Puppy и Ministry и не был лучшим произведением группы.
Тим ДиГравина из AllMusic заявил, что «Rabies — это качественный релиз», несмотря на то, что, по его мнению, группа не была «на пике формы». Далее он хвалит использование в альбоме диалогов из фильмов, особенно в песнях «Worlock», «Tin Omen» и «Rivers». Однако ДиГравина был менее впечатлён вкладом Йоргенсена, заявив, что те же качества, которые сделали The Mind Is a Terrible Thing to Taste хорошим альбомом, не подходят для Rabies. Трей Спенсер из Sputnikmusic был настроен менее благосклонно, назвав альбом одним из «низших точек» группы. Он раскритиковал использование в альбоме простых (а иногда и «бесформенных») структур песен и заявил, что семплы не несут никакой смысловой нагрузки. Спенсер более благосклонно отнёсся к песне «Worlock», назвав её «определяющим моментом» группы, но в заключение сказал, что «остальная часть альбома состоит из двух хороших песен в стиле индастриал-метал, трёх средних песен и пяти песен, на которые не стоит тратить время».
В положительном отзыве из Los Angeles Times авторы Джонатан Голд и Дэвид Кендрик называют Rabies важным альбомом в жанре индастриал, называя его «немного нетипичным» и «чуть более жёстким». Это мнение поддержал Брэд Филики из CMJ, назвавший альбом «шедевром в жанре индастриал». Джин Кэри из Tampa Bay Times похвалила альбом, обратив внимание на использование семплирования, песню «Worlock» и вокальную работу Огра, которую сравнили с «безумным Джимми Дуранте». В заключение Кэри сказала, что «готовность Skinny Puppy экспериментировать и меняться делает Rabies альбомом, который стоит послушать». Марк Дженкинс из The Washington Post посчитал, что альбом был менее театральным, чем их предыдущие работы, но пришёл к выводу, что «ритм альбома такой же чёткий, как и у любого другого альбома Puppy».
Бет Фертиг из The Boston Globe раскритиковала альбом как «ещё одну гниющую коллекцию шума», но отметила использование юмора в таких песнях, как «Fascist Jock Itch», как положительный элемент музыки группы. Дэниел Льюкс из Kerrang! сказал, что, несмотря на «несколько бесспорно классических треков», альбом больше похож на сборник «би-сайдов Ministry», чем на типичную пластинку Skinny Puppy.

## Список композиций
Все тексты написаны Нивеком Огром, вся музыка написана группой Skinny Puppy.
| №                   | Название            | Семпл(-ы) | Длительность |
| ------------------- | ------------------- | --- | ------------ |
| 1.                  | «Rodent»            | | 5:48         |
| 2.                  | «Hexonxonx»         | Содержит семплы из: - «Хозяин подземной тюрьмы» (1984 г.) Дэвида В. Аллена - «Оккультный опыт» (1985 г.) Френка Хейманса - «Тюрьма» (1987 г.) Ренни Харлина - извинительная проповедь Джимми Сваггерта (1988 г.) | 5:24         |
| 3.                  | «Two Time Grime»    | | 5:38         |
| 4.                  | «Fascist Jock Itch» | Содержит семплы из: - «Дьяволы» (1971 г.) Кена Рассела - «Сканнеры» (1981 г.) Дэвида Кроненберга - «Восставший из ада» (1987 г.) Клайва Баркера | 4:58         |
| 5.                  | «Worlock»           | Содержит семплы из: - «Мэнсон» (1973 г.) Роберта Хендриксона и Лоуренса Меррика | 5:30         |
| 6.                  | «Rain»              | | 1:26         |
| 7.                  | «Tin Omen»          | Содержит семплы из: - «Хранитель фиолетовых сумерек» (1964 г.) из т/с «За гранью возможного» Чарльза Ф. Хааса | 4:36         |
| 8.                  | «Rivers»            | Содержит семплы из: - «Космическая одиссея 2001 года» (1968 г.) Стэнли Кубрика - «Заводной апельсин» (1971 г.) Стэнли Кубрика - «Дом на краю кладбища» (1981 г.) Лучо Фульчи - «Похоронены, но не мертвы» (1981 г.) Гэри Шермана - «Маньяк 2: Мистер Робби» (1986 г.) Бадди Джовинаццо - «Бал вампиров» (1967 г.) Романа Полански & Жерара Брака | 4:48         |
| 9.                  | «Choralone»         | | 2:43         |
| Общая длительность: | Общая длительность: | Общая длительность: | 40:51        |

| №                   | Название            | Длительность |
| ------------------- | ------------------- | ------------ |
| 10.                 | «Amputate»          | 3:40         |
| 11.                 | «Spahn Dirge»       | 16:23        |
| Общая длительность: | Общая длительность: | 60:54        |

## Участники записи
| Skinny Puppy - Нивек Огр — вокал - Кевин Ки — синтезатор, музыкальное программирование - Дуэйн Р. Готтел — синтезатор, музыкальное программирование - Рейв — бэк-вокал, гитара Приглашённые музыканты - Алиен Йоргенсен — бэк-вокал, гитара, бас-гитара - Сайан Микс — бэк-вокал (в песне «Rain») Художественное оформление - Стивен Р. Гилмор — дизайн, типографика - Грег Сайкс — типографика | Производственный персонал - Кевин Ки — продюсирование, сведение, звукоинженеринг - Дэйв Огилви — продюсирование, сведение, звукоинженеринг - Дуэйн Р. Готтел — ассистирование продюсера, сведение, звукоинженеринг - Алиен Йоргенсен — продюсирование, сведение, звукоинженеринг - Грег Рили — звукоинженеринг, ассистирование продюсера - Кен Маршалл — звукоинженеринг, ассистирование продюсера - Марк Рамаер — звукоинженеринг, ассистирование продюсера - Джефф Ньюэлл — сведение - Кит Ауэрбах — сведение |

## Чарты
| Чарт (1996 г.)              | Позиция в чарте |
| --------------------------- | --------------- |
| Канада (RPM Top Albums/CDs) | 88              |